# The Dig (película de 2021)
The Dig —titulada en España La excavación — es una película dramática británica de 2021 dirigida por Simon Stone, basada en la novela homónima de 2007 de John Preston, que reimagina los acontecimientos de la excavación de Sutton Hoo en 1939. Está protagonizada por Carey Mulligan, Ralph Fiennes, Lily James, Johnny Flynn, Ben Chaplin, Ken Stott, Archie Barnes y Monica Dolan.

## Argumento
En 1939 la terrateniente de Suffolk Edith Pretty (Carey Mulligan) contrata al arqueólogo y excavador autodidacta local Basil Brown (Ralph Fiennes) para excavar los grandes túmulos funerarios en su finca campestre en Sutton Hoo. Al principio, ella le ofrece el mismo salario que recibía del Museo de Ipswich, pero él dice que es insuficiente; ella aumenta su oferta a £ 2 por semana (aproximadamente £ 120 en 2020), lo que él acepta. Sus antiguos empleadores intentan, sin éxito, persuadir a Brown para que trabaje en una villa romana que consideran más importante. Luego desoyen a Brown, quien dejó la educación formal a los 12 años de edad, cuando este sugiere que los montículos podrían ser anglosajones en lugar de vikingos, que era lo más probable.
Trabajando con algunos asistentes de la finca, Brown excava lentamente el más prometedor de los montículos. Un día, la tierra se derrumba sobre él, pero es desenterrado a tiempo y revivido. Mientras tanto, pasa más tiempo con Edith, la viuda que lo contrató, y su hijo pequeño, Robert (Archie Barnes), e ignora las cartas diarias de su esposa, May (Monica Dolan). Edith tiene graves problemas de salud y su médico le advierte que evite el estrés.
Brown está asombrado al descubrir remaches de hierro de un barco, lo que solo podría convertirlo en el lugar de enterramiento de alguien de enorme distinción, como un rey. El prominente arqueólogo local James Reid Moir intenta unirse a la excavación pero es rechazado; en cambio, Edith contrata a su primo Rory Lomax (Johnny Flynn) para que se una al proyecto. La noticia del descubrimiento pronto se difunde, y llega el arqueólogo de Cambridge Charles Phillips (Ken Stott), quien declara que el sitio es de importancia nacional y se hace cargo de la excavación por orden de la Oficina de Obras.
A medida que se acerca el comienzo de la Segunda Guerra Mundial, Phillips incorpora un gran equipo, incluida Peggy Piggott (Lily James), que descubre el primer artefacto claramente anglosajón. Brown es nuevamente menospreciado y es despedido por Phillips, pero Edith interviene y él reanuda la excavación. Brown descubre un tremís (una pequeña moneda de oro) de la dinastía merovingia perteneciente a la antigüedad tardía, y Phillips declara que el sitio tiene una gran importancia histórica. Philips quiere enviar todos los artículos al Museo Británico, pero Edith, preocupada por la guerra y los inminentes bombardeos a Londres se opone. Ella reafirma legalmente sus derechos sobre la tierra. Rory documenta todo el hallazgo con su cámara fotográfica. Una investigación confirma que ella es la propietaria del barco funerario y de su valioso tesoro de bienes funerarios, pero se desespera mientras su salud continúa deteriorándose.
Peggy es muy descuidada por su esposo, Stuart (Ben Chaplin), y comienza un romance con Rory, pero pronto el joven es reclutado por la Royal Air Force. Edith decide donar el tesoro de Sutton Hoo al Museo Británico, solicitando que se reconozca a Brown por su trabajo. Ella muere en 1942.
Una nota afirma que el tesoro estuvo escondido en el metro de Londres durante la guerra y se exhibió por primera vez, sin mencionar a Basil Brown, nueve años después de la muerte de Edith. Recientemente Brown recibió todo el crédito por su contribución y su nombre ahora se menciona en la exhibición permanentemente junto al de Edith Pretty en el Museo Británico.

## Reparto
- Carey Mulligan como Edith Pretty
- Ralph Fiennes como Basil Brown
- Lily James como Peggy Piggott
- Johnny Flynn como Rory Lomax
- Ben Chaplin como Stuart Piggott
- Ken Stott como Charles W. Phillips
- Archie Barnes como Robert Pretty
- Monica Dolan como May Brown

## Producción
En septiembre de 2018 se anunció que Nicole Kidman y Ralph Fiennes estaban en negociaciones para protagonizar la película. Sin embargo, en agosto de 2019 se informó que Kidman ya no estaba involucrada en el proyecto, y que se había contratado a Carey Mulligan para reemplazarla. Los derechos de la película también pasaron de BBC Films a Netflix.
Lily James entró en negociaciones para unirse al elenco en septiembre. En octubre de 2019, Johnny Flynn, Ben Chaplin, Ken Stott y Monica Dolan se unieron al elenco de la película. La fotografía principal comenzó en Shackleford, Surrey, Reino Unido, en octubre de 2019, y el rodaje también se llevó a cabo en Suffolk, cerca del sitio del descubrimiento original.

## Lanzamiento
La película fue estrenada en un lanzamiento limitado el 15 de enero de 2021, seguida de su estreno en Netflix el 29 de enero de 2021.

## Recepción
The Dig recibió reseñas generalmente positivas de parte de la crítica y la audiencia. En el sitio web especializado Rotten Tomatoes, la película posee una aprobación de 88%, basada en 158 reseñas, con una calificación de 7.2/10, y con un consenso crítico que dice: "Con actuaciones maravillosamente combinadas de Ralph Fiennes y Carey Mulligan en un escenario de la campiña inglesa magníficamente filmada, The Dig ofrece tesoros dramáticos de época." De parte de la audiencia tiene una aprobación de 78%, basada en más de 1000 votos, con una calificación de 3.8/5.
El sitio web Metacritic le dio a la película una puntuación de 73 de 100, basada en 35 reseñas, indicando "reseñas mixtas generalmente favorables". En el sitio IMDb los usuarios le asignaron una calificación de 7.1/10, sobre la base de 75 309 votos, mientras que en la página web FilmAffinity la cinta tiene una calificación de 6.4/10, basada en 7081 votos.